# 活腿桌

活腿桌，16世纪英国首先使用的一种桌子。桌面有一节是固定的，另有一节或两节是活动的，不用时可以叠起来，也可垂直悬挂。活动的桌面由可以转动腿支撑，腿的上端和底部用横木连接，形成门的样子。1750～1775年，流行蜘蛛腿桌，这是火腿桌的另一种形式，其用车床制作的腿特别细长。